# Osttimoresisches Generalkonsulat in Denpasar

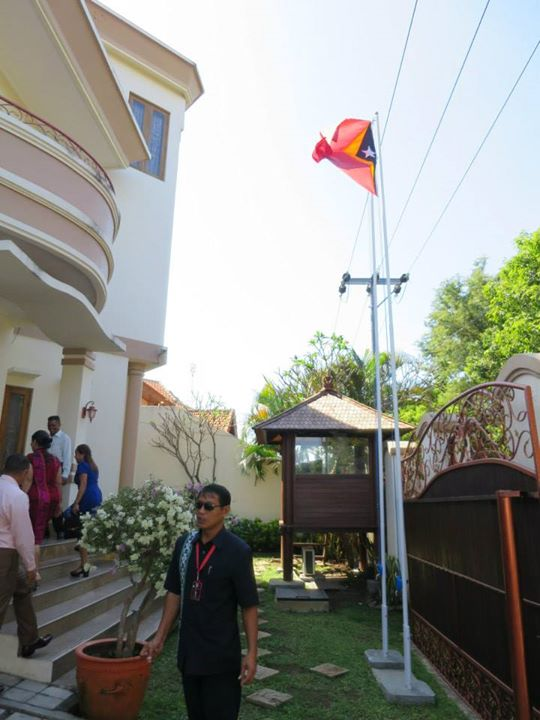
Das Generalkonsulat Osttimors in Denpasar

Das osttimoresische Generalkonsulat im indonesischen Denpasar auf Bali befindet sich in der Jalan Prof. Moh. Yamin IV, Renon, Denpasar 80235.

## Hintergrund
Denpasar hat die wichtigste Flugverbindung von Indonesien nach Osttimor und dient daher neben dem australischen Darwin und Singapur für Osttimor als Tor zur Welt.
An der Udayana-Universität studieren schon seit der Besatzung Osttimors durch Indonesien (1975–1999) viele Osttimoresen, weswegen 1988 hier auch die bedeutendste studentische Widerstandsbewegung gegründet wurde, die Resistência Nacional dos Estudantes de Timor-Leste (RENETIL). Aus ihr ging Osttimors drittgrößte Partei hervor, die Partido Democrático.
Auch zur medizinischen Behandlung in den Krankenhäusern Denpasars kommen Osttimoresen nach Bali.

## Liste der Generalkonsule

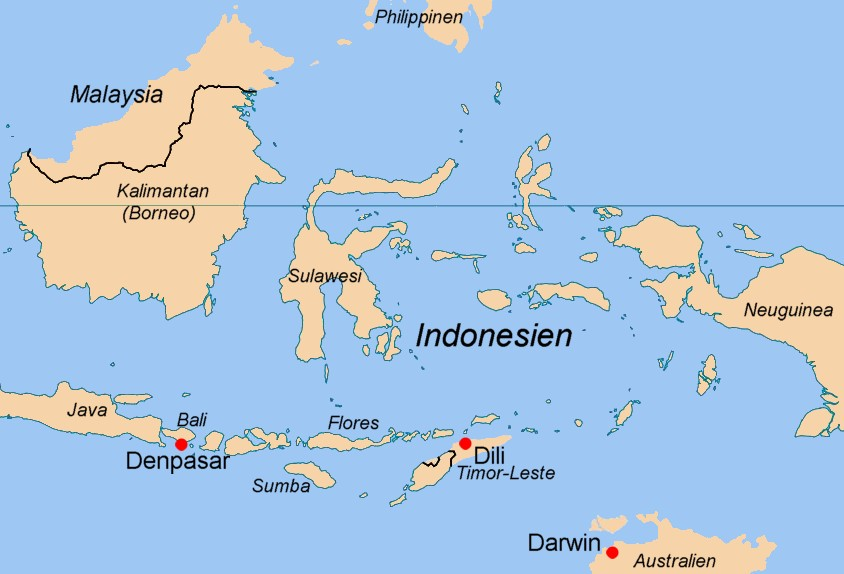
Lage von Denpasar auf Bali, Dili in Osttimor und Darwin in Australien

| Foto | Name                               | Amtszeit            | Anmerkungen |
| ---- | ---------------------------------- | ------------------- | ----------- |
|      | Manuel de Aráujo Serrano           | 2006–2009           |             |
|      | ?                                  | 2009–2011           |             |
|      | Maria Olandina Isabel Caeiro Alves | Oktober 2011 – 2015 |             |
|      | Teresa Maria de Carvalho           | seit 2015           |             |